# Макьюэн, Уильям
Уильям Макьюэн (William MacEwen) (22 июня 1848 — 22 марта 1924) — выдающийся хирург, ученик Джозефа Листера. Один из основоположников нейрохирургии. Известен пионерскими работами по грыжевой хирургии, костным блокам. Впервые произвёл и внедрил эндотрахеальную анестезию, пульмонэктомию (удаление лёгкого).

## Биография
Уильям Макьюэн родился 22 июня 1848 в Родсее (Rothesay), остров Бьют (Isle of Bute), Шотландия. В 1865 году поступил в университет Глазго и после его окончания в 1872 году получил диплом доктора. Его учителем стал Джозеф Листер (1827—1912), который внедрив антисептику во много раз снизил смертность от хирургических вмешательств вследствие инфекционно-воспалительных осложнений. Макьюэн развил положения Листера установив в своей операционной «антисептический ритуал» — операционный персонал тщательно чистил и дезинфицировал руки перед каждой операцией, были внедрены стерилизуемые медицинские халаты.
В 1875 становится младшим хирургом (assistant surgeon) в королевской лечебнице Глазго, хирургом в 1876. С 1881 по 1889 становится лектором королевской медицинской школы. В должности профессора по хирургии переходит в западный лазарет (Western Infirmary). В 1883 приглашается на работу хирургом в госпиталь для больных детей в Глазго. В 1892 году становится Regius Professor (звание введённое Листером в университете Глазго).
В 1916 году становится одним из основателей шотландского госпиталя для покалеченных моряков и солдат принцессы Луизы в Эрскине (сейчас госпиталь Эрскина), около Глазго, который оказывал помощь раненым военным во время Первой мировой войны. Макьюэн становится его первым главным хирургом. Во время работы в этом госпитале с помощью инженеров разработал протезы конечностей.
Умер в 1924 году в Гаррочти (Garrochty) на острове Бьют, недалеко от городка в котором родился.

## Вклад в нейрохирургию[2]
Начало работы Макьюэна было ознаменовано не только введением антисептики Джозефом Листером, но и работами Джона Хьюлингса Джексона (1835—1911) и Давида Ферье, которые занялись картированием функций головного мозга. Макьюэн в 1876 году впервые поставил правильный (согласно секции) диагноз относительно локализации внутричерепного патологического очага на основании неврологической симптоматики.
Одним из первых в мире осуществил удаление внутричерепной опухоли (предположительно менингиомы), определив её месторасположение по клиническим симптомам. Прооперированная девушка прожила ещё 8 лет. При вскрытии продолженного роста опухоли обнаружено не было. В дальнейшем он неоднократно оперировал абсцессы мозга, внутричерепные гематомы, опухоли спинного мозга, что стало прорывом в медицине.

## Вклад в хирургию
Одним из самых ранних внедрений Макьюэна стала разработка в 1877 году костных фрагментов, применявшихся при ортопедических операциях. Сделал вклад в хирургию коленного сустава предложив специальный инструмент (остеотом Макьюэна). В сферу интересов Макьюэна также входила биология костной ткани. Он провёл серию экспериментов на животных и определил механизмы роста кости и регенерации костной ткани. Разработал хирургическое лечение заболеваний сосцевидного отростка и пиогенных кист височной кости. Описал анатомическое образование височной кости (foveola suprameatica согласно анатомической номенклатуры), которое также носит название треугольник Макьюэна.
Разработанный им метод хирургического удаления лёгкого (пульмонэктомия) стал использоваться в лечении туберкулёза и рака лёгкого.
В 1880 году описал технику эндотрахеальной интубации для проведения наркоза, которая широко используется по сегодняшний день.

## Медицинские термины в которых присутствует имя Макьюэна
Операция Макьюэна — при паховой грыже — закрытие внутреннего кольца подушечкой выкроенной из грыжевого мешка.
Треугольник Макьюэна — foveola suprameatica (надпроходная ямочка) (согласно анатомической номенклатуре) — ограничен задневерхней стенкой наружного слухового прохода и spina suprameatica (надпроходной остью) височной кости. На 1 см глубже треугольника МакъЮена располагается antrum mastoideum (сосцевидная пещера). Является важным ориентиром при операциях на сосцевидном отростке (processus mastoideus) височной кости.
Симптом Макьюэна — перкуссия черепа в области соединения лобной, височной и теменной костей сопровождается звонким звуком при гидроцефалии и абсцессах мозга. При наличии современных методов диагностики имеет весьма ограниченное значение.

## Награды и почётные должности[3]
Член королевского общества хирургов, королевской академии, почётный член имперской медицинской академии в Санкт-Петербурге, королевской медицинской академии в Риме, американского общества хирургов, хирургического общества в Париже.
За свои заслуги в 1902 году удостаивается рыцарского звания.

## Основные работы
- «Остеотомия», 1880;
- «Гнойные заболевания головного и спинного мозга», 1893;
- «Менингит и абсцесс мозга», 1893;
- «Грыжи и их радикальное лечение»;
- «Метод лечения аневризм»;
- «Трансплантация фрагментов кости»;
- «Рост кости», 1912[3].